# Lau Cimba
Lau Cimba is een bestuurslaag in het regentschap Karo van de provincie Noord-Sumatra, Indonesië. Lau Cimba telt 10.591 inwoners (volkstelling 2010).